# 安富郵便局
安富郵便局（やすとみゆうびんきょく）
- 兵庫県姫路市にある郵便局。本記事にて記述する。

安富簡易郵便局（やすどみかんいゆうびんきょく）
- 島根県益田市にある簡易郵便局。局番号は53793。

安富郵便局（やすとみゆうびんきょく）は、兵庫県姫路市にある郵便局。民営化前の分類では無集配特定郵便局であった。

## 概要
住所：〒671-2401 兵庫県姫路市安富町安志1134-6
かつては集配郵便局であったが、民営化前に集配業務を播磨山崎郵便局に移管し無集配郵便局となった。

## 沿革
- 1874年（明治7年）12月16日 - 安志（あんじ）郵便取扱所として開設[1]。
- 1875年（明治8年）1月1日 - 安志郵便局（五等）となる。
- 1885年（明治18年）10月1日 - 貯金取扱を開始。
- 1896年（明治29年）7月1日 - 為替取扱を開始。
- 1971年（昭和46年）11月12日 - 電話の加入および料金に関する簡易な事務を除く電話交換業務ならびに和文電報配達業務を播磨山崎電報電話局に移管[2]。
- 1983年（昭和58年）11月14日 - 安富郵便局に改称。
- 1986年（昭和61年）10月24日 - 風景入通信日付印の使用を開始。
- 2007年（平成19年）2月13日 - 播磨山崎郵便局へ集配業務を移管、無集配局となる[3]。郵便番号を671-2499から671-2401に変更。
- 2007年（平成19年）10月1日 - 民営化。
- 2012年（平成24年）10月1日 - 日本郵便株式会社発足。

## 取扱内容
- 郵便、印紙、ゆうパック、内容証明
- 貯金、為替、振替、振込、国際送金、国債
- 生命保険、バイク自賠責保険
- 地方公共団体事務（兵庫県住宅再建共済基金利用申込取次事務）
- ゆうちょ銀行ATM

## 周辺
- 姫路市役所安富事務所（旧・安富町役場）
- 姫路市立安富中学校
- 姫路市立安富南小学校
- 国道29号
- 林田川

## アクセス
- 神姫バス 安富事務所前停留所下車
- 中国自動車道 山崎ICから東へ約5km
- 兵庫県道23号三木宍粟線沿い
- 駐車場あり：3台